# 村雲菜月
村雲 菜月（むらくも なつき、1994年 - ）は、日本の小説家。北海道帯広市生まれ。金沢美術工芸大学デザイン科視覚デザイン専攻卒業。

## 経歴
大学卒業後、会社員として勤めながら創作活動する。
2021年、「転がるバレル」で第38回さきがけ文学賞入賞。2023年、「もぬけの考察」で第66回群像新人文学賞を受賞しデビューする。

## 作品リスト

### 単行本
- 『もぬけの考察』（2023年7月 講談社 ISBN 978-4-06-532685-5）
  - もぬけの考察 - 『群像』2023年6月号
- 『コレクターズ・ハイ』（2024年2月 講談社 ISBN 978-4-06-534596-2）
  - コレクターズ・ハイ - 『群像』2023年12月号

### 単行本未収録作品
小説
- 「桃のもも色」[4] - 『太宰治賞2022』
- 「肖像のすみか」[5] - 『太宰治賞2023』

エッセイ・書評
- 「本の名刺 もぬけの考察」[6] - 『群像』2023年9月号
- 「並びの苦楽」 - 『新潮』2023年11月号
- 「本の名刺 コレクターズ・ハイ」[7] - 『群像』2024年4月号
- 「彼女や彼らを現実に連れ出すために」 - 『文藝』2024年冬季号
- 「信頼できるうそつきの条件」（津村記久子『うそコンシェルジュ』書評）[8] - 『波』2024年11月号